# Rubber Bullets
Rubber Bullets is een single van 10cc. Het is afkomstig van hun album 10cc. Het lied is geschreven door Kevin Godley, Lol Creme en Graham Gouldman. In het Verenigd Konkinkrijk haalde de derde single van 10cc de eerste plaats, in de Verenigde Staten de 73 en in Nederland haalde het geen notering in de hitparade.
B-kant Waterfall was ooit bedoeld als de eerste single van de band.
Het nummer veroorzaakte enige controverse. Het gaat over een Sergeant Baker, die wel enige gevangenen met rubber kogels wil beschieten in de plaatselijke gevangenis. Tegelijkertijd begon echter het Engelse leger rubber kogels te gebruiken in Noord-Ierland. Het bevat Beach Boys-achtige zang en heeft qua thematiek een gelijkenis met Jailhouse Rock van Elvis Presley.
Graham Gouldman · Eric Stewart · Kevin Godley · Lol Creme

Paul Burgess · Rick Fenn · Stuart Tosh · Duncan Mackay · Tony O'Malley